# 4-idrossibenzoato 3-monoossigenasi
La 4-idrossibenzoato 3-monoossigenasi è un enzima appartenente alla classe delle ossidoreduttasi, che catalizza la seguente reazione:
4-idrossibenzoato + NADPH + H+ + O2 ⇄ protocatecuato + NADP+ + H2O
L'enzima è una flavoproteina (FAD). La maggior parte degli enzimi di Pseudomonas sono altamente specifici per il NADPH. (cf. la 4-idrossibenzoato 3-monoossigenasi (NAD(P)H) (numero EC 1.14.13.33).